# Потапова, Антонина Викторовна
Антонина Викторовна Потапова — советский хозяйственный, государственный и политический деятель.

## Биография
Родилась в 1940 году в Кинель-Черкассах. Член КПСС.
С 1957 года — на хозяйственной, общественной и политической работе. В 1957—1995 гг. — маляр-штукатур в тресте № 24, бригадир комплексной бригады отделочников СУОР-3 треста КПД-ДСК города Куйбышева/Самары.
За большой личный вклад в повышение качества строительных работ, досрочный ввод в эксплуатацию объектов производственного и социально-культурного назначения была в составе коллектива удостоена Государственной премии СССР за выдающиеся достижения в труде 1986 года.
Делегат XXV съезда КПСС.
Почётный гражданин города Куйбышева/Самары.
Умерла 18 мая 2005 года